# مجهر إلكتروني فائق البرودة

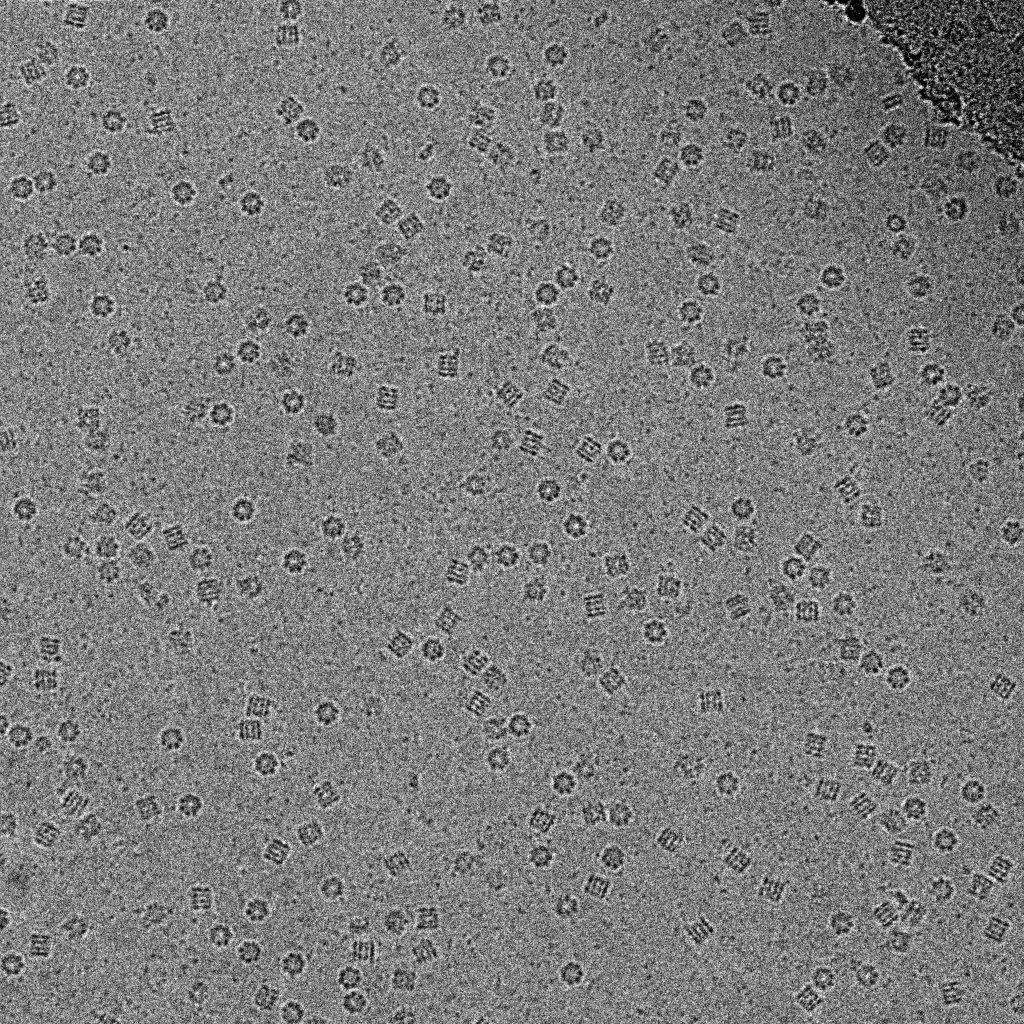
صورة بالمجهر الإلكتروني فائق البرودة لبروتين GroEL في الجليد اللابلوري. مكبرة خمسين ألف مرة

المجهر الإلكتروني فائق البرودة (بالإنجليزية: Cryo-electron microscopy)‏ (اختصاراً cryo-EM) هو نوع من أنواع المجهر الإلكتروني النافذ (TEM) والذي يشغّل بالتبريد العميق بواسطة النتروجين السائل عند درجات حرارة منخفضة جداً. يستخدم المجهر الإلكتروني فائق البرودة بشكل خاص في علم الأحياء البنيوي. حصل كل من جاك دوبوشيه ويواخيم فرانك وريتشارد هندرسون على جائزة نوبل في الكيمياء سنة 2017 لأبحاثهم في تطوير المجهر إلكتروني فائق البرودة لتحديد بنية الجزيئات الحيوية في المحلول باستبانة ودقة عالية.

## اقرأ أيضاً
- مجهر إلكتروني
- تبريد عميق